# Sven Embertsén
Sven Hans Embertsén, född 16 december 1926 i Ängersjö församling, Jämtlands län, död 13 april 2003 i Sköns församling, Västernorrlands län, var en svensk civiljägmästare och skoglig doktor. Han var skogsdirektör vid SCA. Han invaldes 1979 som ledamot av Ingenjörsvetenskapsakademien och blev 1981 ledamot av Skogs- och Lantbruksakademien.